# Dirk-Peter Kölsch
Dirk-Peter Kölsch (* 13. Januar 1969 in Köln) ist ein deutscher Jazzschlagzeuger.

## Leben
Kölsch studierte bis 1995 an der Hogeschool voor de Kunsten in Arnheim bei René Creemers und Joop van Erven. Er arbeitete mit Musikern wie Matthew Herbert, Herb Robertson, Ernst Reijseger, Eric Vloeimans, Matthias Schubert und Peter Brötzmann zusammen.
Von 2002 bis 2004 war Kölsch Teil der Mardi Gras.bb (wo er als Drago von Traben auftrat). Langjährig ist er u. a. Mitglied von Martin Fondses Ochestra und der Gruppe Underkarl (mit Sebastian Gramss, Frank Wingold, Lömsch Lehmann, Nils Wogram bzw. Rudi Mahall). Er gehörte zu Michiel Braams Wurli Trio (mit Pieter Douma), dem Quartetto Pazzo (mit Christof Thewes, Rudi Mahall und Henning Sieverts), dem Jasper Le Clercq Quartet und der Formation Undertone (mit Thewes, Martin Schmidt und Hartmut Oßwald) und wirkte an Aufnahmen der genannten Gruppen mit. Auch arbeitet er mit Gina Schwarz Multiphonics8, Mark Alban Lotz, Jörg Brinkmann, der Blassportgruppe und den South West Oldtime All Stars. Er trat u. a. in Sao Paulo, Moskau, Montreal, Malta, Istanbul, Peruggia, Oslo, Budapest, Paris, Berlin sowie in Afrika auf.
Daneben spielte Kölsch sowohl in klassischen Sinfonieorchestern als auch in Rundfunk-Bigbands. Er komponiert und spielt Musiken für Theaterstücke, Hörspiele und Filme und wirkt bei Lesungen mit Schauspielern und Autoren zusammen. Er unterrichtete als Gastdozent an mehreren Musikhochschulen in Deutschland und den Niederlanden und bei Jazzworkshops. Seit 1995 lebt er an der Mosel, derzeit in der Nähe von Traben-Trabach.

## Diskografie (Auswahl)
- Underkarl 1#, 1995
- Underkarl: 20 Century Jazz Cover, 1996
- Underkarl: Jazzessence, 1999
- Underkarl: Maraton, 2001
- Underkarl: Second Brain, 2003
- Wurli Trio: Hosting Changes, 2005
- Quartetto Pazzo: Melancholera, 2007 (mit Christof Thewes, Rudi Mahall, Tomas Ulrich)
- Ensemble HKS: Nervous Meditation, 2008 (mit Christof Thewes, Ralph Beerkircher, Robert Landfermann)
- Wurli Trio: Non Functionals, 2009
- Martin Fondse & Starvinsky Orkestar: Fragrant Moondrops, 2009
- Jasper le Clercq Quartet: Man met de hond met de hoed, 2010
- Hannekes Pocket Orchestra: Blow, 2011
- Undertone Project: Beyond the Yellow Line, 2011
- Musikverein Heillijewald: Call Me Cake, 2011
- Phase IV: Pain Songs, 2011
- Underkarl: Homo Ludens, 2012
- Lenine & Martin Fondse Orchestra: The Bridge (Live at Bimhuis), 2016
- Underkarl: Timetunnel 25, 2017
- Mark Lotz: Freshta, 2023 (mit Claudio Puntin, Jeroen van Vliet, Jörg Brinkmann)